# J-Bay Open
Le J-Bay Open est une étape du circuit du championnat du monde de surf qui se tient chaque année à Jeffreys Bay, en Afrique du Sud, sur les spots de Supertubes et Impossible.

## Histoire
Le premier championnat est organisé en 1981 sous le nom de Beach Hôtel Classic et est remporté par le Sud-africain Shaun Tomson. En juillet 1984, l'Association des surfeurs professionnels inclut l'étape de Jeffreys Bay dans ses championnats officiels. La compétition est selon les années inscrite au calendrier Qualifying Series (de 1993 à 1995, puis en 1997 et 2012) ou au Championship Tour (en 1996, de 1998 à 2011 et depuis 2014). L'Américain Kelly Slater est l'athlète le plus titré avec quatre victoires.

## Palmarès
| Année                                  | Vainqueur        | Score | Finaliste(s)               | Score(s) |
| -------------------------------------- | ---------------- | ----- | -------------------------- | -------- |
| Beach Hotel Classic                    |                  |       |                            |          |
| 1981                                   | Shaun Tomson     |       |                            |          |
| Country Feeling Surf Classic           |                  |       |                            |          |
| 1982                                   | Greg Day         |       |                            |          |
| 1983                                   | David Barr       |       |                            |          |
| 1984                                   | Mark Occhilupo   |       | Hans Hedemann              |          |
| Billabong Country Feeling Surf Classic |                  |       |                            |          |
| 1987                                   | Grant Myrdal     |       |                            |          |
| 1988                                   | Mike Burness     |       |                            |          |
| 1989                                   | Justin Strong    |       |                            |          |
| 1990                                   | Marcus Brabant   |       |                            |          |
| 1991                                   | Pierre Tostee    |       |                            |          |
| 1992                                   | Seth Hulley      |       |                            |          |
| 1993                                   | Michael Barry    |       | Kelly Slater               |          |
| 1994                                   | Justin Strong    |       | Shane Powell               |          |
| 1995                                   | Seth Hulley      |       | David Vetea                |          |
| CSI/Billabong Pro                      |                  |       |                            |          |
| 1996                                   | Kelly Slater     | 24.75 | Taylor Knox                | 22.25    |
| Billabong/MSF Pro                      |                  |       |                            |          |
| 1997                                   | Jevon Le Roux    |       | Frankie Oberholzer         |          |
| 1998                                   | Michael Barry    | 25.30 | Sunny Garcia               | 19.75    |
| 1999                                   | Joel Parkinson   | 21.50 | Ross Williams              | 17.45    |
| 2000                                   | Jake Paterson    | 23.50 | Peterson Rosa              | 15.50    |
| Billabong Pro J-Bay                    |                  |       |                            |          |
| 2001                                   | Jake Paterson    | 21.30 | Taylor Knox                | 20.50    |
| 2002                                   | Mick Fanning     | 27.70 | Michael Lowe               | 21.60    |
| 2003                                   | Kelly Slater     | 18.36 | Damien Hobgood             | 15.83    |
| 2004                                   | Andy Irons       | 16.83 | Nathan Hedge               | 8.00     |
| 2005                                   | Kelly Slater     | 16.83 | Andy Irons                 | 16.56    |
| 2006                                   | Mick Fanning     | 16.90 | Taj Burrow                 | 16.00    |
| 2007                                   | Taj Burrow       | 16.50 | Kelly Slater               | 6.17     |
| 2008                                   | Kelly Slater     | 16.73 | Mick Fanning               | 9.40     |
| 2009                                   | Joel Parkinson   | 15.97 | Damien Hobgood             | 11.94    |
| 2010                                   | Jordy Smith      | 17.93 | Adam Melling               | 10.00    |
| 2011                                   | Jordy Smith      | 15.60 | Mick Fanning               | 14.83    |
| 2012                                   | Adriano de Souza | 16.00 | Joan Duru                  | 13.60    |
| J-Bay Open                             |                  |       |                            |          |
| 2014                                   | Mick Fanning     | 17.00 | Joel Parkinson             | 13.60    |
| 2015                                   | Pas de vainqueur |       | Mick Fanning Julian Wilson |          |
| 2016                                   | Mick Fanning     | 17.70 | John John Florence         | 17.13    |
| Corona Open J-Bay                      |                  |       |                            |          |
| 2017                                   | Filipe Toledo    | 18.00 | Frederico Morais           | 17.73    |
| 2018                                   | Filipe Toledo    | 16.80 | Wade Carmichael            | 15.33    |